# Amor e Traição
Amor e Traicão é um filme de 1981, dirigido por Pedro Camargo, estrelado por Claudia Ohana, Jofre Soares, Ítala Nandi e outros. É uma adaptação para cinema da obra Chapéu de sebo,de Francisco Pereira da Silva.[carece de fontes?]

## Enredo
Seu personagem é a esposa de um peão de fazenda. O dono da fazenda e seu filho notam-a e começa o assédio, para terem o caminho mais livre, encarregam o marido de procurar gado desaparecido.
Depois da moça conquistada, passam a dar-lhe vários tipos de presente, inclusive pintura feminina. O marido estranha os presentes e a mudança de comportamento da esposa, rosto excessivamente pintado etc… Quando comprova a traição da esposa, ele a mata. Vai preso e enquanto aguarda o julgamento, enforca-se na cadeia.
É enterrado,esconjurado, no meio do mato, com o túmulo demarcado com uma cruz rústica de madeira.
Certo dia, uma mulher, cujo filho encontra-se doente, sai para "procurar um médico". Passa pelo túmulo, se benze e segue em frente.Horas mais tarde, retorna à casa sem ter encontrado o médico e o filho está curado. Conta para uma vizinha o ocorrido, esta para outra e a história se espalha. "O peão morto curou a criança".
Passa o tempo, os políticos da cidade constroem um túmulo imponente no local onde o peão está enterrado, vem caravanas de crentes em busca de milagres, há camelôs no local vendendo até fitas com o nome do Santo Milagreiro.